# Konin Zachód
Konin Zachód – przystanek kolejowy w Koninie, w dzielnicy Chorzeń.

## Ruch pasażerski[1]
| Rok  | Wymiana pasażerska na dobę |
| ---- | -------------------------- |
| 2017 | 10-19                      |
| 2018 | 10-19                      |
| 2019 | 20-49                      |
| 2020 | 10-19                      |
| 2021 | 20-49                      |
| 2022 | 50-99                      |
| 2023 | 50-99                      |

## Historia
Budowa przystanku Konin Zachód wiąże się z powstaniem osiedla Chorzeń, gdzie siedem zakładów pracy z regionu konińskiego postanowiło wznieść bloki mieszkalne dla swoich pracowników. Aby ułatwić im dojazd do pracy, w 1986 roku oddano do użytku dwuperonowy przystanek kolejowy, a także poszerzono istniejący przepust, stanowiący obecnie przejście podziemne, łączące oba perony oraz osiedle kolejarskie. Znajdującą się na przystanku wiatę z ławkami zlikwidowano ze względu na pogarszający się stan techniczny. Po modernizacji linii kolejowej nr 3 perony zostały wyremontowane do wysokości 0,76 metra, wydłużone do 200 metrów i wyposażone w wiaty i sztuczne oświetlenie.

## Połączenia
Przystanek obsługują wyłącznie pociągi osobowe Kolei Wielkopolskich
- Zbąszynek
- Poznań Główny
- Konin
- Koło
- Kłodawa
- Kutno